# 乔治·加尼耶
乔治·加尼耶（法語：Georges Garnier，1878年—1936年），法国男子足球运动员，司职前锋。他曾代表法国俱乐部队参加1900年夏季奥林匹克运动会足球比赛，获得一枚银牌。